# Onni Pohjakallio

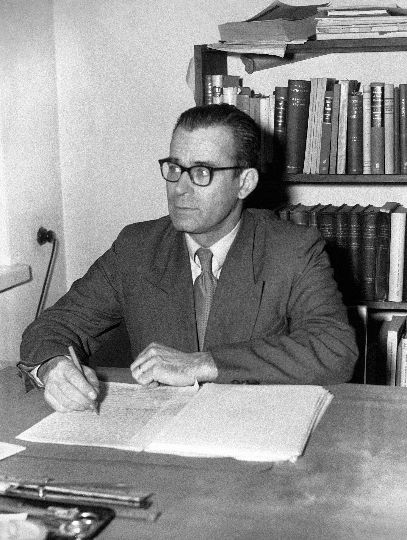
Onni Pohjakallio.

Onni Aulis Pohjakallio (till 1906 Petrelius), född 6 mars 1903 i Viborg, död 15 september 1965 i Helsingfors, var en finländsk agronom. 
Pohjakallio, som var son till äldre lektor Karl Aksel Petrelius och språklärare Linda Falck, blev student 1924, agronomie- och forstkandidat 1929, agronom 1929 samt agronomie- och forstlicentiat och agronomie- och forstdoktor 1934. Han var tillförordnad lektor i jordbrukslära vid Mustiala lantbruksinstitut 1930, inspektör för statens lokala växtodlingsförsöksverksamhet 1931–1934, assistent vid Lantbruksförsöksanstalten 1935–1944, överassistent 1944–1945, e.o. professor i växtbiologi och växtpatologi vid Helsingfors universitet 1945–1948 och ordinarie professor från 1948. 
Pohjakallio var sommarassistent vid Rosendals växtförädlingsanstalt 1927–1929 och docent i kulturväxternas ekologi vid Helsingfors universitet 1942–1945. Han var ordförande för Lantbruksvetenskapliga samfundet i Finland 1953, Finlands fotobiologiska kommitté från 1953, Växtskyddssällskapet 1956–1960 och sektionen för växtpatologi och lantbrukszoologi av Nordiska jordbruksforskares förening från 1960. Han publicerade undersökningar i växtbiologi, växtpatologi, växtförädling och växtodling av vilka kan nämnas: vitax, rost- och sotsvampar, potatisens virussjukdomar, klöverröta, rödklöverns förädlingsteknik, fotoperiodism, kulturväxternas härdighet emot torrperioder och övervintring, akustisk svältdöd hos växter, skadesvamparnas antagonister. Han invaldes som ledamot av Finska Vetenskapsakademien 1953.